# 変身戦士阿龍
『変身戦士阿龍』（へんしんせんしアーロン）は中華人民共和国で初めて製作された特撮変身ヒーロー番組である。日本未公開。

## 概要
『変身戦士阿龍』は北京電視台と日本の亜州英雄株式会社が共同製作したテレビドラマである。全15話（各話約24分）が2006年1月21日から3月11日まで放送された。

## あらすじ
物語の舞台は1930年代または1940年代の小さな村。阿龍の父親は異星人、母親は地球人。阿龍は子供のころからほかの人とは別の感覚をもち、感じの良い養母に育てられ成長した。そして、12歳の誕生日に彼は孫亮から神秘的な贈り物、金剛圏を受け取った。孫亮に金剛圏の由来と自分の生い立ちと変身戦士に選ばれたことを告げられると、阿龍は宇宙の邪悪な侵略者冥王から生みの母を救出し、地球の平和を守るという使命を引き受けることを決意した。一方、冥王は地球のコアの材料で作られた金剛圏が地球に落ちたことを知ると、地球にモンスターを送って、金剛圏を手に入れようと試み、宇宙を支配しようともくろむ。モンスターとの戦闘中に阿龍の潜在能力が刺激されると、金剛圏が輝いて光を放ち、阿龍は変身戦士に変身して邪悪な生物と戦闘を開始する。阿龍は勇敢に氷の星の生物からの挑戦に立ち向かい、困難な戦いの末、最後には母親を救出し、敵を撲滅して、地球の安全を守り、本当に宇宙の戦士へと成長する。

## 登場人物
阿龍とその仲間たち
- 阿龍：異星人の父親と地球人の母親の間に生まれた少年。変身戦士に変身して戦う。
- 孫亮：阿龍の母親曹美麗と一緒に働いていた元科学者。冥王による地球侵略の危機を訴えたために狂人だと思われて科学者の身分を剥奪される。彼と曹美麗は変身戦士阿龍の最終的勝利を堅く信じている。阿龍の理解者である。
- 劉佳： 科学者劉宝峰の1人娘。11歳。1年前父親が冥王の支配下に入った後、李航と出会う。父親のメッセージを頼りに孫亮を捜し出し、父親を捜す旅を始める。ませたところがあり、勇敢に戦う一面もある。
- 李航：科学者李一風の1人息子。13歳。1年前父親が冥王の支配下に入っている。父親に憧れ、父親のような優秀な科学者になろうと、科学の勉強に力を入れすぎて、父親と同様に近眼になってしまう。父親譲りの聡明な頭脳と豊富な科学知識で変身戦士をサポートする。
- 胖猴：阿龍の友達。12歳。村で拳法の使い手の父親と一緒に生活している。小太りの彼は活発でかわいく周りの人と仲良くなれる子供だ。阿龍の境遇を知った後でも、阿龍と信頼できる友人関係を保っている。
- 曹美麗：阿龍の母親。科学者。村で起こった異常を調査していて、氷の星から来た翔龍と出会う。異星人の翔龍の外見は地球人と同じで、2人は愛し合い、一緒に翔龍の星に行く。ところが、間もなく冥王がこの星を支配することになる。
- 劉宝峰：劉佳の父親。通信技術に精通している科学者。曹美麗・李一風とともに冥王の野望を阻止するために奮闘する。
- 李一風：李航の父親。科学者のリーダー。非常に博識で、みんなから尊敬されている。

阿龍の敵
- 冥王：銀河系の氷の星の衰退期に宇宙の覇者となるために地球を侵略する。彼が地球を侵略する目的は氷の星が滅びる前に彼の種族を維持することだ。このため翔龍を派遣して地球を調査させ、曹美麗を誘拐させた。変身戦士の出現後は、侵略計画を大幅に変更する。誘拐した地球人の科学者を利用して、変身戦士を倒すために多くの力を投入する。
- X：冥王の影のような生命体。地球侵略の首謀者の1人といえる。
- モンスター：氷の星の遺伝子と地球の科学技術から創造された動物型の戦闘員。完全に地球の環境に適応しているが、これは地球で捕えた動物を改造したからである。

その他
- 翔龍：阿龍の父親。氷の星で戦士としても高い評価を受ける科学者。地球の調査中に曹美麗と出会い、ほどなく恋に落ち、阿龍が生まれる。曹美麗とともに氷の星に戻る。氷の星の好戦的な人々に対して地球人との平和共存が可能だと説得しようとするが、その後音信不通となる。

## 変身戦士
阿龍が「強化盔甲」（日本語に訳せば「強化甲冑」）と叫ぶと変身する深紅の色の戦士。
装備と武器
- 金剛圏：曹美麗が改良した2つの金色の腕輪。阿龍はこれを使って翔龍の星の宇宙空間での戦闘服をまとうことで、変身戦士になる。

- 飛馬：変身戦士阿龍の愛車で、孫亮が開発した超高速のオートバイ。変身戦士阿龍のために設計されたもので、阿龍の召喚を感じると自動操縦モードで阿龍のところに来る。最強出力は300馬力、最高速度は時速300km。阿龍のパートナーとして大きな役割を果たす。

- 銀河終結棍：腰のベルトに収納されている2本の棍棒。これが攻撃の際の主要な武器で、敵を倒す戦いで重要な役割を果たす。

必殺技
- 飛龍掌：体中のエネルギーを手のひらに集め、瞬間的に超衝撃波を出す技。

- 流星四射：体中のエネルギーを胸の星に集め、星形の衝撃波を1度に4発出す技。

## 放送日程
| 放送日         | 話数 | サブタイトル               | 登場怪人                         |
| -------------- | ---- | -------------------------- | -------------------------------- |
| 2006年 1月21日 | 1    | 贈り物! 阿龍金剛圏         |                                  |
| 1月22日        | 2    | 起動! 変身戦士             | イノシシ怪人                     |
| 1月28日        | 3    | 崩壊! イノシシ怪人捲土重来 | イノシシ怪人                     |
| 1月29日        | 4    | 迅速! 相棒飛馬             | イヌ怪人                         |
| 2月4日         | 5    | 感染! 阿龍危機一髪         | サソリ怪人                       |
| 2月5日         | 6    | 計略! 怪人の罠             | サソリ怪人 サル怪人              |
| 2月11日        | 7    | 標的! 親子ロケーター       | サル怪人 ヘビ怪人                |
| 2月12日        | 8    | 潜伏! 決壊の危険           | ヘビ怪人 カエル怪人 ニワトリ怪人 |
| 2月18日        | 9    | 困惑! 阿龍の病             | カエル怪人 ニワトリ怪人          |
| 2月19日        | 10   | 激戦! ハード装甲           | カブトムシ怪人 ネコ怪人          |
| 2月25日        | 11   | さよなら! お母さん         | カブトムシ怪人 ネコ怪人          |
| 2月26日        | 12   | 行動! 2体の怪人の秘密      | ネコ怪人 ネズミ怪人 ゴキブリ怪人 |
| 3月4日         | 13   | 探れ! 怪人の技量           | ネズミ怪人 ゴキブリ怪人          |
| 3月5日         | 14   | 強敵! 最強怪人             | ゴキブリ怪人 イナゴ怪人          |
| 3月11日        | 15   | 最後の日! 最後の決戦       | イナゴ怪人                       |